# Anthus nattereri
Anthus nattereri là một loài chim trong họ Motacillidae.